# 서영명
서영명(徐煐明, 1953년 11월 15일 ~ )은 대한민국의 방송 작가이다. 본관은 이천.

## 생애
1984년 《늘무리 별장》으로 KBS 라디오 5백만 원고료 원고 모집에 당선되어 데뷔하였고, KBS 드라마게임 10여 편을 집필하는 등 꾸준한 집필 활동으로 방송가의 화제를 불러일으켰다.
1990년대 초 SBS로 활동지를 옮겨 집필한 《궁합이 맞습니다》를 시작으로 극단적인 설정과 자극적인 대사를 사용한 드라마들이 연달아 흥행에 성공하여 스타 작가 반열에 올랐다. 드라마의 인기와 더불어 폭력과 선정성으로 중징계를 받는 등 '문제 작가'로 화제를 모으기도 하였다.
2009년 MBC 《밥 줘》에서는 비정상적인 줄거리와 인물 설정이 최고도에 달해 방송통신심의위원회로부터 제재를 받았고, 이후 한동안 작가 활동을 하지 못하였다. 2013년 JTBC 《더 이상은 못 참아》로 복귀하였으나 계약 해지를 통해 작가가 교체되는 상황에 이르렀고, 그 이후로는 복귀하지 못하고 있으며, 사실상 퇴출되었다.
연기자 이효춘과 《이 여자가 사는 법》, 《부자유친》 등 여러 작품에서 호흡을 맞추었다. 종종 막장 드라마 작가라 불리는 임성한, 문영남, 김순옥, 김사경 작가와 비교되기도 한다.

## 작품 활동

### 드라마
- KBS2 KBS 드라마게임 《숨어있는 강》, 《아내는 요술장이》, 《망각의 새》, 《낮달》
- KBS2 KBS 가요드라마 《제1편 - 사랑의 미로》 (1987년 3월 3일)
- KBS1 일일연속극 《푸른 해바라기》 (1987년 6월 1일 ~ 1987년 11월 27일)
- KBS2 신년 특집드라마 《용꿈이었네》 (1988년 1월 1일)
- KBS1 농촌드라마 《해돋는 언덕》 (1988년 ~ 1989년)
- MBC 월화드라마 《상처》 (1989년 6월 12일 ~ 1989년 7월 4일)
- KBS 수목드라마 《절반의 실패》 (1989년 9월 13일 ~ 1989년 11월 30일)
- KBS 청춘드라마 《사랑이 꽃피는 나무》 (2기, 1990년 ~ 1991년)
- MBC 월화드라마 《완전한 사랑》 (1990년 3월 19일 ~ 1990년 4월 10일)
- KBS1 연말 특집드라마 《황혼에 피는 꽃》 (1991년 12월 30일)
- SBS 수목드라마 《궁합이 맞습니다》 (1992년 5월 20일 ~ 1992년 11월 12일)
- SBS 월화드라마 《댁의 남편은 어떠십니까?》 (1993년 2월 22일 ~ 1993년 10월 19일)
- SBS 수목드라마 《이 남자가 사는 법》 (1994년 3월 2일 ~ 1994년 7월 7일)
- SBS 주말극장 《이 여자가 사는 법》 (1994년 10월 8일 ~ 1995년 5월 13일)
- SBS 주말극장 《부자유친》 (1996년 1월 6일 ~ 1996년 7월 14일)
- SBS 일일드라마 《행복은 우리 가슴에》 (1997년 3월 3일 ~ 1997년 6월 27일)
- SBS 주말극장 《아름다운 죄》 (1997년 11월 22일 ~ 1998년 3월 1일)
- SBS 월화드라마 《맛을 보여드립니다》 (1999년 9월 13일 ~ 2000년 2월 28일)
- SBS 일일드라마 《이 부부가 사는 법》 (2001년 10월 8일 ~ 2002년 3월 29일)
- KBS 일일연속극 《금쪽같은 내 새끼》 (2004년 6월 7일 ~ 2005년 2월 11일)
- MBC 아침드라마 《있을 때 잘해!!》 (2006년 7월 17일 ~ 2007년 3월 9일)
- SBS 일일드라마 《그 여자가 무서워》 (2007년 10월 8일 ~ 2008년 4월 18일)
- MBC 일일연속극 《밥 줘》 (2009년 5월 25일 ~ 2009년 10월 23일)
- JTBC 일일연속극 《더 이상은 못 참아》 (2013년 8월 5일 ~ 2014년 1월 9일)

### 연극
- 《숲속의 방》 (1987년)

## 수상 경력
- 1988년 제6회 흙의 문예상[5]

## 같이 보기
- 막장 드라마
- 임성한
- 문영남
- 김순옥
- 김사경